# 延元之亂
延元之亂（日语：えんげんのらん，建武2年－建武3年、同年改元延元元年，1335年12月10日－1336年6月14日），又称为建武之亂 （日语：けんむのらん），是足利尊氏為首的武家對後醍醐天皇進行叛亂，導致建武政權崩潰，日本進入南北朝時代的一場政變。

## 過程
平定中先代之亂的足利尊氏據守鐮倉擁兵自重，奏請後醍醐天皇清君側誅殺新田義貞。天皇不准奏，反指足利尊氏為朝敵，下令新田義貞率軍討伐。足利尊氏在上表自辯無果後，於12月9日在鐮倉舉兵反抗建武政權統治，12月10日出兵。足利軍沿東海道上京，而新田義貞亦派軍攻打三河國的足利領。
1336年1月24日足利軍於箱根竹之下之戰擊敗新田義貞，並於同月進入京都，擁立光嚴上皇即位，後醍醐天皇在足利軍抵達前退往比叡山。並集合新田義貞、北畠顯家和楠木正成一同於1月30日反攻京都，於千田莊之戰大敗尊氏，尊氏逃往丹波國篠村的八幡宮，並下令各國援軍支援。2月10日，建武軍於攝津國豐島河原之戰大敗足利軍，尊氏向西逃向播磨國室津，經山陽道逃向九州。建武政府成功控制畿內全境，足利有效統治區域僅餘下關東、中國等地，各地源氏武家轉向中立。
1336年4月13日，足利尊氏在多多良濱之戰擊敗尊皇派武家的首領菊池武敏平定九州，挾九州、中國地區各武家勢力再度攻回京都。5月25日在湊川之戰大敗建武軍，討取楠木正成。5月27日包圍比叡山，以光嚴上皇命令要求後醍醐天皇投降。6月14日，足利尊氏奉光嚴上皇入京，推翻建武政權，日本分為南北朝。

## 后续
1336年6月15日光严上皇以上皇的权威，宣布此前改元“延元”无效，并恢复了“建武”年号。翌日，足利尊氏入京。在光严上皇的意向下，尊氏于同年8月15日将光严的弟弟丰仁亲王推上皇位，是为光明天皇。然而，由于光明天皇缺乏三神器，名义上的正统性受到质疑。三神器仍由比叡山中的后醍醐天皇掌握，因此必须设法夺回。然而，比叡山由新田义贞等军队坚守，导致了一场争夺京都的激烈战事。迫于形势，尊氏不得不向比叡山中的后醍醐天皇提出和议。
与此同时，后醍醐天皇秘密命令新田义贞护送皇太子恒良親王和异母兄尊良亲王前往北陆，以图反攻。10月10日，后醍醐天皇重返京都，并被幽禁於花山院，南北朝短暫統一，稱延元一統。11月7日足利尊氏颁布《建武式目》，26日足利尊氏任權大納言，自称“镰仓殿”，以镰仓将军继承者自居，代天皇行政，开启室町时代。12月21日，後醍醐天皇逃走，並於12月28日在吉野開創南朝。日本一分為二，一方為以足利氏為首的京都朝廷（北朝），一方以前建武政府成員為首之吉野朝廷（南朝），此時南朝仍掌握大半日本領土。1338年，足利尊氏討滅南朝兩大主力新田義貞、北畠顯家，成功統合大半的日本，受封征夷大將軍、源氏長者，正式開創室町幕府。同年後醍醐天皇駕崩，北朝勢力首次壓過南朝。